# Anaplecta pluto
Anaplecta pluto är en kackerlacksart som beskrevs av Morgan Hebard 1926. Anaplecta pluto ingår i släktet Anaplecta och familjen småkackerlackor. Inga underarter finns listade i Catalogue of Life.